# 基巴哈

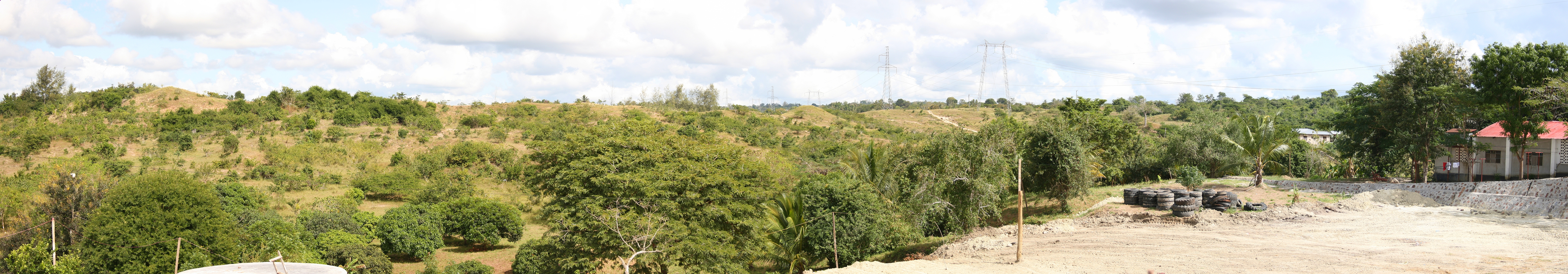
Kibaha Landscape

基巴哈是坦桑尼亞東部的城市，也是濱海區的首府，位於全國最大的城市達累斯薩拉姆以西20公里，市內有培訓中心、小學、中學、醫院，奶牛養殖場，2010年人口63,108。